# Humidicutis

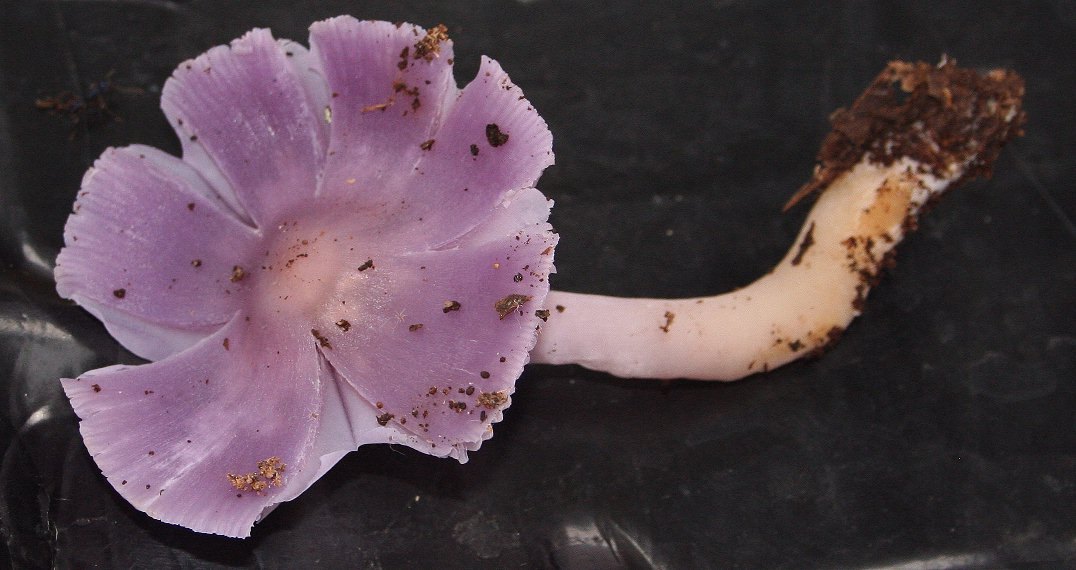
Humidicutis lewelliniae

Humidicutis (Singer) Singer – rodzaj grzybów należący do rodziny wodnichowatych (Hygrophoraceae). W Polsce występuje jeden gatunek.

## Systematyka i nazewnictwo
Pozycja w klasyfikacji według Index Fungorum: Hygrophoraceae, Agaricales, Agaricomycetidae, Agaricomycetes, Agaricomycotina, Basidiomycota, Fungi.
Synonim naukowy: Tricholoma subgen. Humidicutis Singer.

## Gatunki
- Humidicutis arcohastata (A.M. Young) A.M. Young 2005
- Humidicutis auratocephala (Ellis) Vizzini & Ercole 2012
- Humidicutis bagleyi (A.M. Young) A.M. Young 2005
- Humidicutis calyptriformis (Berk. & Broome) Vizzini & Ercole 2012 – tzw. wilgotnica czapeczkowata[4]
- Humidicutis conspicua (E. Horak) E. Horak 1990
- Humidicutis czuica (Singer) Singer 1962)
- Humidicutis helicoides (A.M. Young) A.M. Young 2005
- Humidicutis lilacinoviridis (A.M. Young) A.M. Young 2005
- Humidicutis luteovirens (E. Horak) E. Horak 1990
- Humidicutis marginata (Peck) Singer 1959
- Humidicutis mavis (G. Stev.) A.M. Young 2005
- Humidicutis multicolor (Berk. & Broome) E. Horak 1990
- Humidicutis peleae Desjardin & Hemmes 1997
- Humidicutis poilena Desjardin & Hemmes 1997
- Humidicutis rosella (Speg.) Singer 1969
- Humidicutis taekeri (A.M. Young) A.M. Young 2005
- Humidicutis viridimagentea A.M. Young & K. Syme 2007
- Humidicutis woodii (A.M. Young) A.M. Young 2005

Wykaz gatunków (nazwy naukowe) na podstawie Index Fungorum. Uwzględniono tylko gatunki zweryfikowane o potwierdzonym statusie.